# Zona roja
Zona roja és una sèrie documental en què es repassa la vida i l'experiència de la població dels Països Catalans durant el període de l'ocupació franquista. Dirigida per Felip Solé i produïda per Televisió de Catalunya.

## Capítols
1. Alba de foc
2. Esforç de guerra
3. Revolució
4. Barricades
5. Resistir
6. Retirada
7. L'Expedició Bayo
8. El Comte Rossi
9. Milicians
10. No passaran
11. Trajecte final